# Melecta baeri
Melecta baeri là một loài Hymenoptera trong họ Apidae. Loài này được Radoszkowski mô tả khoa học năm 1865.